# إم. كريستينا وايت
إم. كريستينا وايت (بالإنجليزية: M. Christina White)‏ (و. م) هي كيميائية أمريكية، ولدت في أثينا.

## التعليم
تعلمت في كلية سميث.

## جوائز
حصلت على جوائز منها:
- Merck, Sharp and Dohme Award ‏ (2013).